# Nikolaï Bougrov
Nikolaï Alexandrovitch Bougrov (Николай Александрович Бугров), né en 1837 à Nijni Novgorod et mort le 29 avril 1911 (12 mai dans le calendrier grégorien) dans la même ville, est un riche entrepreneur et mécène russe de la classe des marchands, qui marqua l'économie de la région à la fin du XIXe siècle et au début du XXe siècle.

## Biographie
Bougrov descend d'une famille de paysans de terres impériales (payant l'obrok) vieux-croyants de l'ouïezd de Semionov, communauté dont l'esprit d'entreprise marqua l'époque non seulement dans la riche ville commerçante de Nijni Novgorod (avec sa foire annuelle de la Saint-Macaire), mais aussi dans la région de Moscou et d'autres. Il avait deux sœurs. Son père, Alexandre Petrovitch, était un marchand fortuné qui fonda une flotte de navires marchands sur la Volga, ainsi que son grand-père, Piotr Iégorovitch, qui avait fait fortune dans les moulins à eau.
Nikolaï Bougrov était marchand de la première guilde et décupla la fortune familiale. Il modernisa ses entreprises de minoterie en utilisant notamment une machine de concassage (broyeur) dans laquelle le grain de farine est brisé et broyé entre des rouleaux rotatifs. Il se fit construire en 1892 une datcha (villa de bois) d'été à Volodarsk selon les plans de l'architecte Pavel Malinovski qui reprenait le style des maisons anciennes des contes russes,. En 1896, il obtint le droit de livrer du pain à l'armée impériale russe. Pour le transport, il armait une véritable flotte de navires à vapeur et de péniches sur la Volga. Au lieu de roues hydrauliques, comme il était d'usage à cette époque, il utilisait pour ses moulins des broyeurs à vapeur pour moudre le grain et les légumineuses. La farine produite était directement vendue sur les jetées des ports de Nijni Novgorod, Pavlovo, Vorsma, Bogorodsk, etc. du gouvernement de Nijni Novgorod. 
En 1879, il devint membre de l'assemblée municipale (douma) de Nijni Novgorod et en 1881 il fut nommé citoyen d'honneur de la ville. Il entretenait des rapports d'affaires avec Serge de Witte et Constantin Pobiedonostsev et une correspondance avec Maxime Gorki.

## Œuvres de charité
Bougrov était aussi un chef laïc de la communauté de Nijni Novgorod des vieux-croyants de la branche des beglopopovtsy (qui contrairement aux théodosiens ont des prêtres). Il avait le monopole de la production des chapelets pour les vieux-croyants.
Bougrov consacrait son temps et son argent à de nombreuses œuvres de charité. Il fit construire des hospices et des foyers. On estime qu'il a dépensé plus de dix millions de roubles, somme considérable pour l'époque, en diverses œuvres. C'était aussi le propriétaire immobilier le plus important de Nijni Novgorod. Une partie de ses revenus était régulièrement utilisée pour entretenir les abris de nuit que son père avait construits. Il acheva la construction de l'immense « Maison de la Veuve » (1883-1887) commencée par son père sur la place Liadov de Nijni Novgorod. Il fit bâtir la banque de la Kama à Nijni Novgorod, fut l'un des principaux contributeurs de la construction du nouveau théâtre (1896) et finança la construction de la douma municipale (1904, projet de Vladimir Zeidler), devenu en 1919 le palais du Travail, et aujourd'hui le tribunal de l'oblast de Nijni Novgorod. C'est lui aussi qui finança la première centrale de canalisation, agrandie dans les années 1990, et fit construire en 1880 le premier aqueduc. Du bénéfice annuel de l'entreprise familiale, il utilisait 45% pour les besoins de la ville de Nijni Novgorod, 45% pour le développement de ses affaires et les 10% restants pour ses propres besoins et sa charité personnelle. Lui-même vivait très simplement et modestement. Les murs de sa maison étaient recouverts de simple papier peint avec des tableaux à sujets religieux. Le coin des icônes était recouverts d'icônes sans couvertures d'argent. La nourriture habituelle était composée de choux et de kacha (gruau d'orge) et l'on mangeait des petits pois pour le Carême. Il était toujours habillé en caftan, chaussé de bottes et coiffé d'une simple casquette russe à visière (autant l'hiver que l'été). 
Maxime Gorki lui consacra un essai biographique. Staline déclara qu'il fallait prendre exemple sur lui en ce qui concerne les affaires des commissaires au peuple car il était comptable et intendant en une seule personne. Son buste en bronze se trouve sur la place Liadov de Nijni Novgorod.

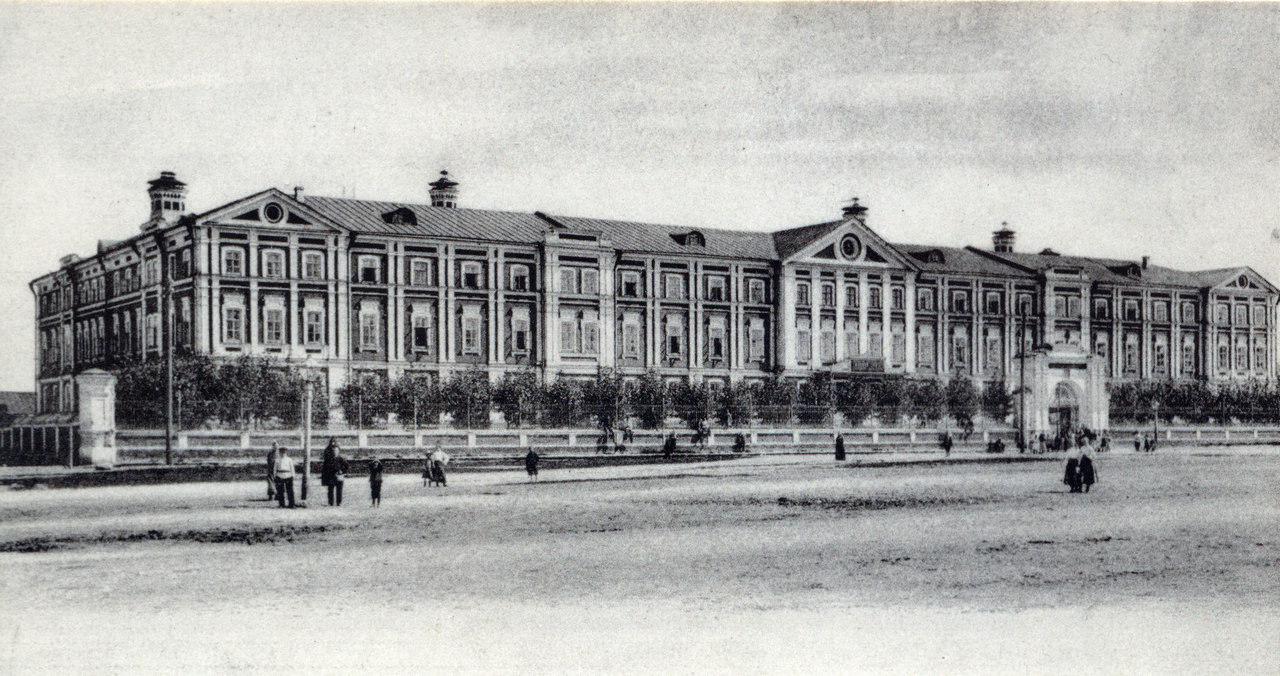
La Maison de la Veuve, logements pour les veuves nécessiteuses.
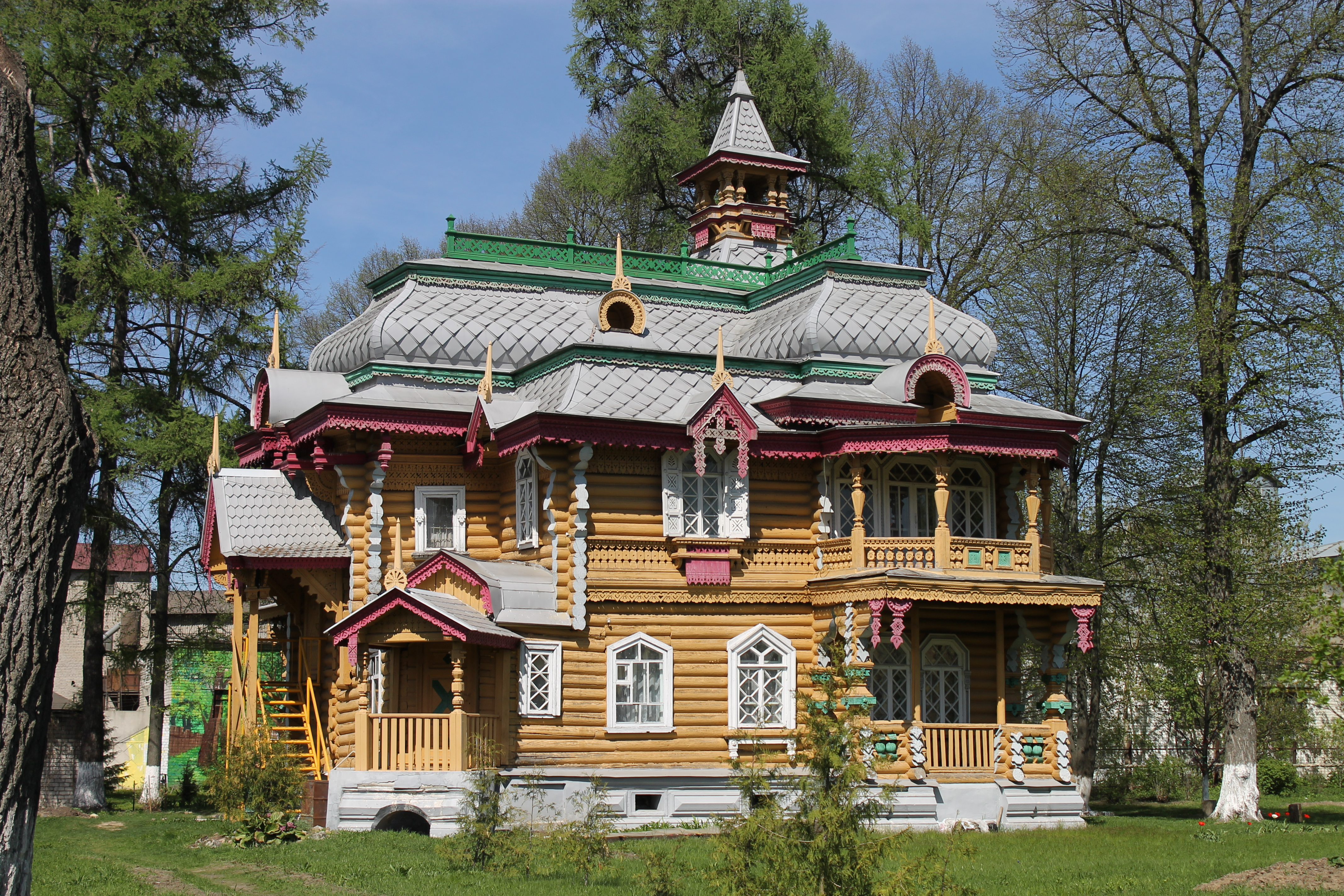
Datcha d'été de Bougrov, aujourd'hui musée du raïon à Volodarsk.
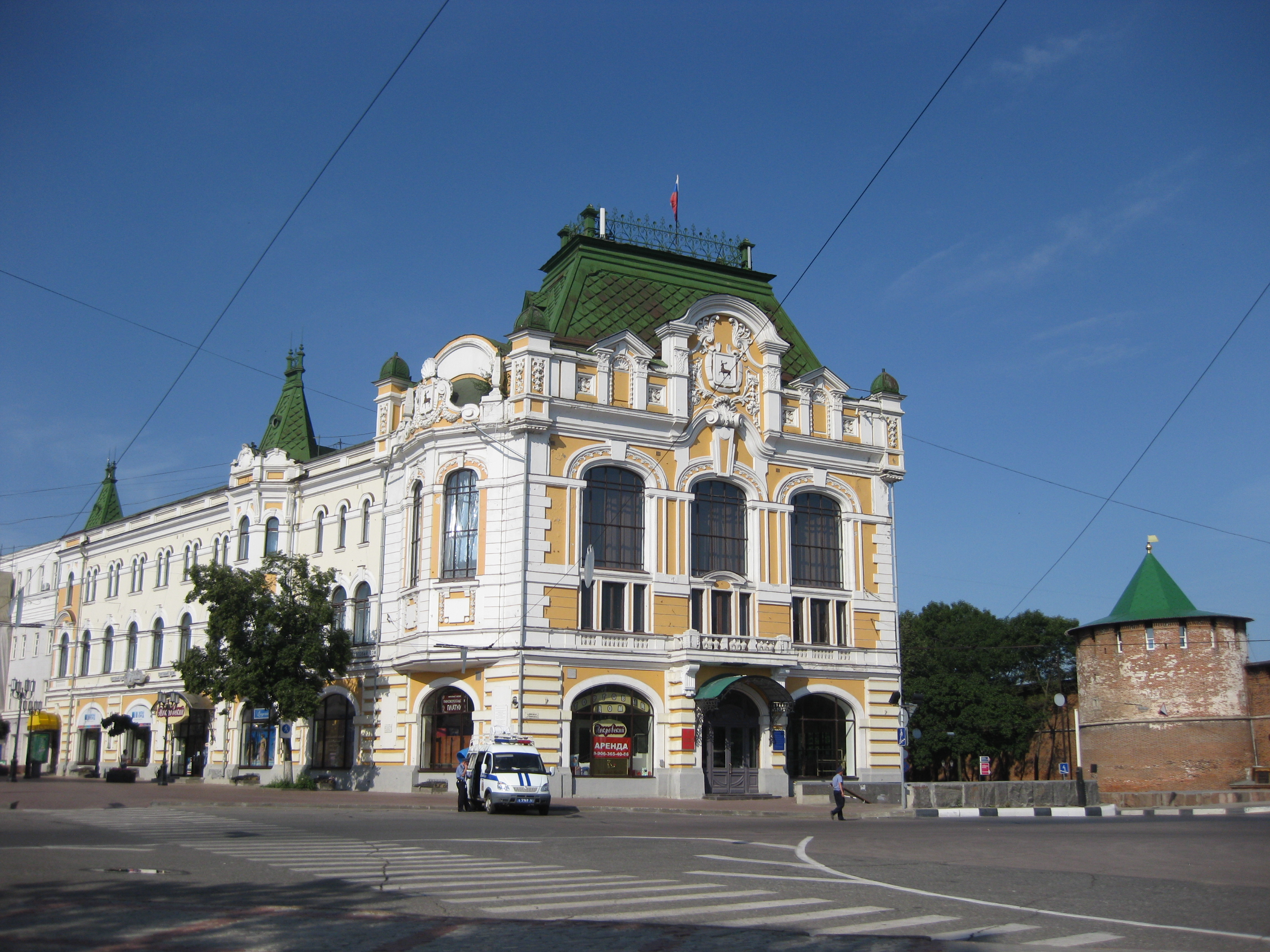
Ancienne douma municipale, aujourd'hui tribunal de l'oblast.